# Delfin (pojazd podwodny)

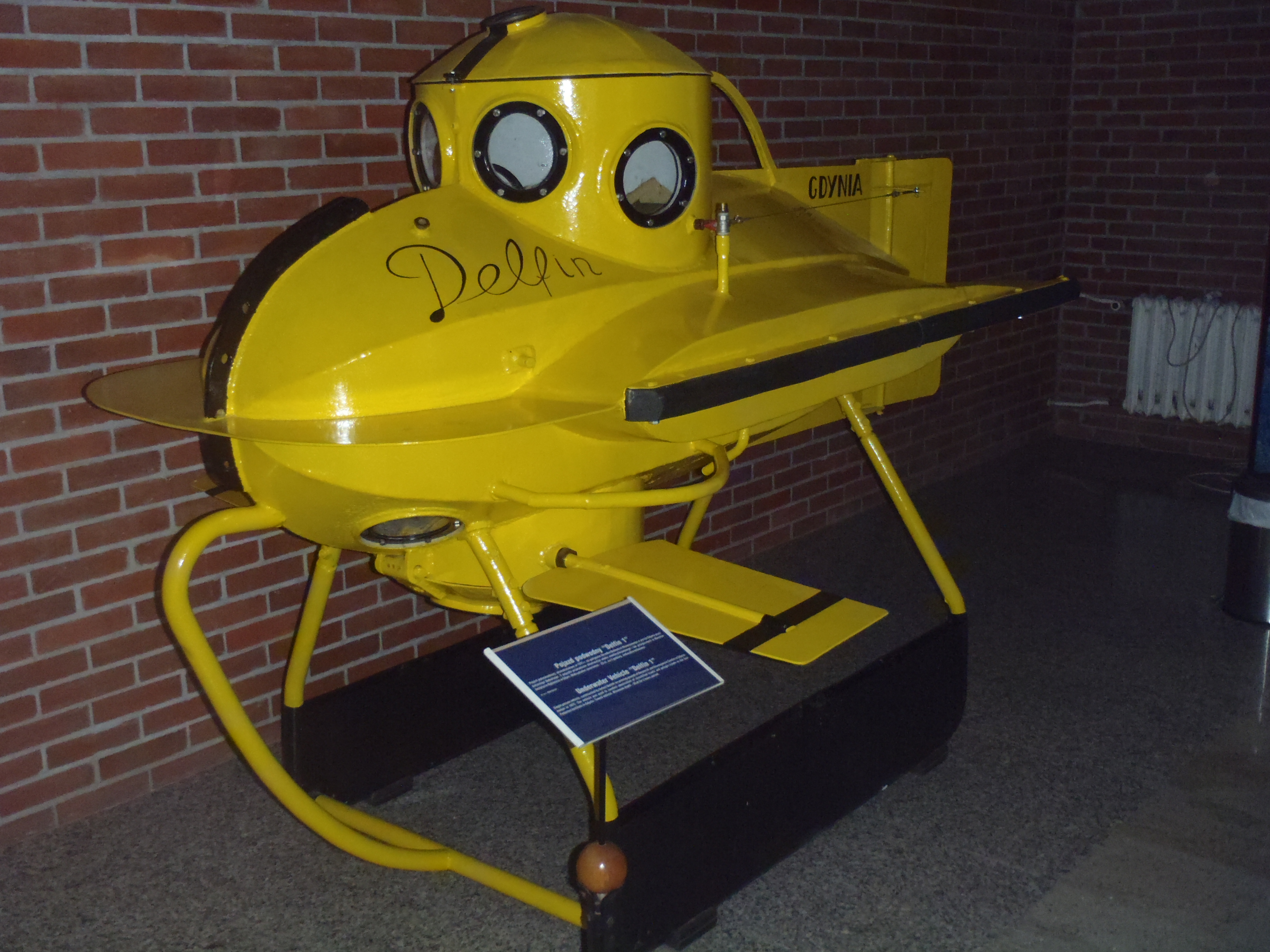
Delfin 1 eksponowany w Narodowym Muzeum Morskim w Gdańsku

Delfin (Delfin 1, Delfin 2) – polskie pojazdy podwodne bez własnego napędu z suchą kabiną, przeznaczone do obserwacji trałów, sieci, dna itp., eksploatowane na polskim statku badawczym Profesor Siedlecki.

## Dane Delfin 2
- typ: podwodny szybowiec (batyplan)
- długość: 3,45 m
- wysokość: 1,90 m
- masa: 450 kg
- głębokość zanurzenia: 200 m
- pływalność dodatnia: 50 kG
- wyporność: 2040 kg
- załoga: 2
- zapas powietrza: na 10 godz.
- konstruktor: Antoni Dębski (Stocznia Gdyńska)

## Zachowane
- Delfin 1 w Narodowym Muzeum Morskim na Ołowiance w Gdańsku.